# Theodore Strong

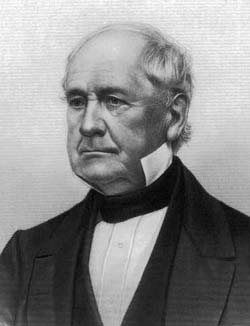
Theodore Strong

Theodore Strong (* 26. Juli 1790 in South Hadley, Massachusetts; † 1. Februar 1869 in New Brunswick, New Jersey) war ein US-amerikanischer Mathematiker.
Strong schloss 1812 sein Studium am Yale College ab und erhielt sofort eine Stellung als Tutor am Hamilton College in Clinton, New York. 1816 wurde er hier Professor für Mathematik und Naturphilosophie. Er behielt diese Stellung, bis er 1827 an das Rutgers College in New Brunswick, New Jersey, berufen wurde. 1835 erhielt er ein Ehrendoktorat (Doctor of Laws) des Rutgers College, auch das Hamilton College verlieh ihm eine Ehrendoktorwürde. 1862 wurde Strong emeritiert, lebte aber weiter in New Brunswick.
Strong veröffentlichte verschiedene mathematische Schriften im American Journal of Science und 1859 A treatise on elementary and high algebra. Eine Monographie zur Differential- und Infinitesimalrechnung (A treatise on the differential and integral calculus) befand sich zum Zeitpunkt seines Todes im Druck.
1832 wurde er in die American Academy of Arts and Sciences gewählt, 1844 in die American Philosophical Society. 1863 gehörte er zu den Gründungsmitgliedern der National Academy of Sciences.
Theodore Strong war mit Lucy Dix verheiratet, das Paar hatte sieben Kinder. Einer von Strongs Söhnen starb 1863 im amerikanischen Bürgerkrieg an Typhus. Drei seiner Kinder haben ihn überlebt. 